# Harutaeographa monimalis
Harutaeographa monimalis är en fjärilsart som beskrevs av Max Wilhelm Karl Draudt 1950. Arten placeras i släktet Harutaeographa och familjen nattflyn. Inga underarter finns listade i Catalogue of Life. Den förekommer i Yunnan i Kina.